# Bulbophyllum drymoglossum
Bulbophyllum drymoglossum es una especie de orquídea epifita originaria de Asia.

## Descripción
Es una orquídea de pequeño tamaño que prefiere el clima fresco, con hábitos de epifita y ocasionalmente litofita con una esbelto rizoma rastrero dando lugar a una hoja carnosa, elíptica a suborbicular y  subsésil. Florece desde el otoño hasta la primavera en una inflorescencia basal erecta, que surge de los nodos del rizoma,  delgada de 0,7-4 cm  de largo, de una sola flor.

## Distribución y hábitat
Se encuentra en Taiwán, el sur de China, Corea y Japón en los árboles más grandes en los bosques cubiertos de musgo en elevaciones de 300 a 2000 metros.  

## Taxonomía
Bulbophyllum drymoglossum fue descrita por   Carl Johann Maximowicz   y publicado en Botanical Magazine 1: 14, pl. 19. 1884.
Etimología
Bulbophyllum: nombre genérico que se refiere a la forma de las hojas que es bulbosa.
drymoglossum: epíteto
Sinonimia
- Bulbophyllum aureolabellum T.P.Lin
- Bulbophyllum gracillimum Hayata
- Bulbophyllum somae Hayata[3][4]